# Station Jaworze Jasienica
Station Jaworze Jasienica is een spoorwegstation in de Poolse plaats Jasienica.